# Sport award
De Sport Award is een onderscheiding die in 1998 in het leven werd geroepen door de Academie voor Lichamelijke Opvoeding (ALO) in Groningen en het Olympisch Steunpunt Noord Nederland (OSNN).
De onderscheiding wordt uitgereikt aan iemand die zich verdienstelijk heeft gemaakt voor de sport in Noord-Nederland.
Is uitgereikt aan:
- Erica Terpstra (1998)
- Joop Alberda (2000)
- Foppe de Haan (2003)